# سيو ناجي

Morote-Seoi-Nage

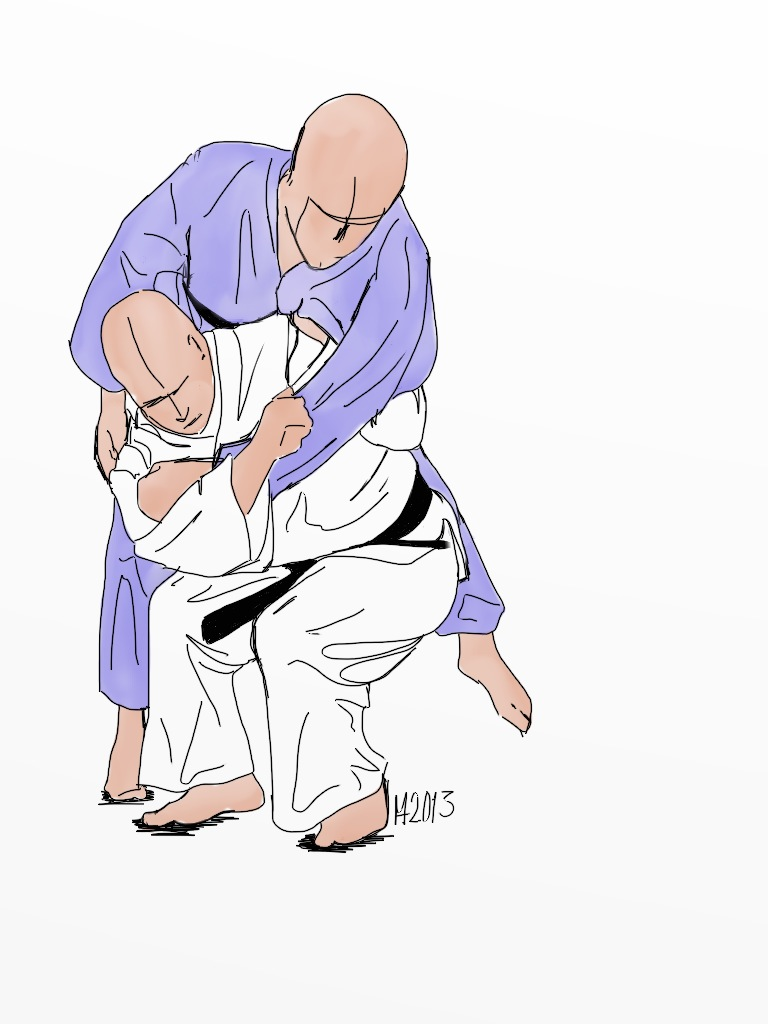
سيو ناجي

سيو ناجي. (باليابانية: 背負投)، هي رمية على كتف، إحدى الرميات الأربعين التقليدية في الجودو التي طورها جيغورو كانو.
تنتمي إلى المجموعة الأولى، داي إكيو (Dai Ikkyo)، من قائمة الرمي التقليدية، جوكيو (نو وازا) Gokyo (no waza)، كودوكان جودو.
وهي أيضًا واحدة من 67 رمى ة في كودوكان للجودو.
تصنف على أنها تقنية يدوية، تي زازا te-waza ، وهي الرمية الثانية التي يتم إجراؤها في ناج-نو-كاتا.

## اختلافات
لا تشبه ايبون سيوناجى شقيقتها الأخرى موروتي سيوناجي، تسحب الخصم فيها إلى الأمام. كما يدور اللاعب مع شد الذراع اليمنى للخصم ثم رمي على الكتف
هناك بعض الاختلافات في موروتي سيوناجي في استخدام اليدين.
لا تنسى ابدا عند الدوران استخدام الارجل في عمل حركة تشبه السوستة مع شد ذراع الخصم وذلك ليكون رفع الخصم عن الأرض سهلا.

## أصل التقنية
من المحتمل أن تكون قد طورت من إمبي ناجي رمي الجوجتسو حيث يتم استخدام قضيب الذراع كرافعة لرمي إيك (uke) فوق كتف توري.

## وصلات خارجية
- techniques - judoeg - جودو مصر
- حركة ايبون سيناجى في رياضة الجودو ipponseoi